# Kumbayà

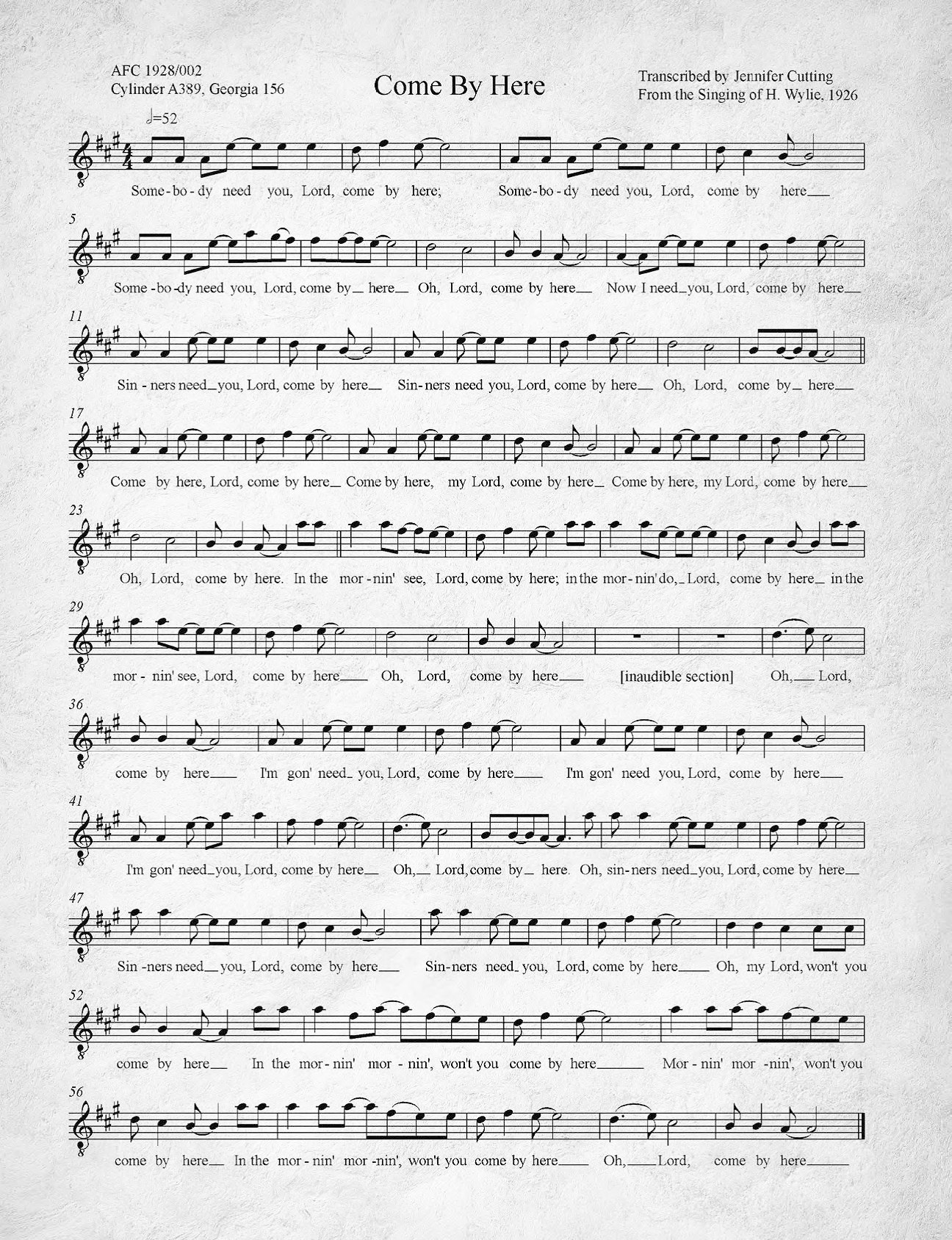
Fitxer:Kumbaya - earliest known recording (1926).flac
Transcripció en partitura de "Kumbayà" a la United States Library of Congress provinent d'un enregistrament de l'any 1926

Kumbayà ('Kum ba yah', deformació de Come by Here, 'Vine aquí') és una cançó espiritual negre gravada per primer cop als anys 20. És una crida a Déu per tal que vingui a ajudar els necessitats. Als Estats Units es va convertir ràpidament en una cançó indispensable en els focs de camp escoltes i va gaudir d'una enorme popularitat durant la revifalla de la música folk i de protesta dels anys 60, on se la va associar amb el Moviment afroamericà pels drets civils. A Catalunya va ser introduïda i popularitzada pels germans Boix i el Grup de Folk a principis dels anys 70, convertint-se igualment en una mena d'himne escolta i de trobades juvenils cristianes.
N'han enregistrat versions conegudes: Xesco Boix (el 1967), Pete Seeger (el 1958) o Joan Baez (el 1962).

## Lletra
La lletra en català és de Joan Boix:
"Kumbayà, Déu meu, kumbayà (ter)
Déu meu, kumbayà
Algú està sofrint, kumbayà (ter)
Déu meu, kumbayà
Algú està angoixat, kumbayà (ter)
Déu meu, kumbayà
Algú està plorant, kumbayà" (ter)
Déu meu, kumbayà

## Cumbaià, fenomen de societat
La paraula ha entrat a formar part del vocabulari català (amb la forma escrita de 'cumbaià' o 'kumbaià') en tant que adjectiu que defineix un tipus de comportament o estil de vida, així com les persones i objectes que hi estan relacionats.
| «               | M'agrada recordar als cumbaià com aquelles colles d'amics que, al voltant d'un foc de camp, amb les guitarres a les mans, cantaven cançonetes o himnes que predicaven un bé comú, amb lletres de caràcter religiós o reivindicatiu. Quin cumbaià no ha tingut un cançoner amb "l'estaca" o "fent camí" ? | » |
| — Josep Cassany | |   |

| «            | L'esperit cumbaià està ben arrelat a Catalunya, tot i que amb el pas de l'adolescència a la joventut molts xavals passin pàgina respecte a les seves arrels al cau o a l'agrupament escolta. Manel viuen aquesta realitat de manera desacomplexada: és el primer grup que permet a la seva audiència ser cumba i moderna a la vegada. Escoltar indie-pop i cantar rondalles. A l'hora de citar referències la premsa esmenta Herman Dune, però és ben clar que l'empremta de Xesco Boix i el Grup de Folk també hi és notòria. El quartet sempre s'ha mostrat molt esquiu a l'hora de citar les pròpies influències, però el passat 19 de març, per exemple, els vam poder veure en l'homenatge a en Xesco realitzat al CAT de Gràcia, i també apareixen al DVD documental Vull ser lliure, que es va encartar amb l'Enderrock de juliol del 2009. | » |
| — Roger Palà | |   |

El títol de la cançó sol utilitzar-se amb sarcasme als països de parla anglesa, ja sigui per burlar-se de l'espiritualitat i les relacions interpersonals, o per criticar-ne la superficialitat.